# Loosdorf
Loosdorf là một thị xã thuộc huyện Melk trong bang Niederösterreich.

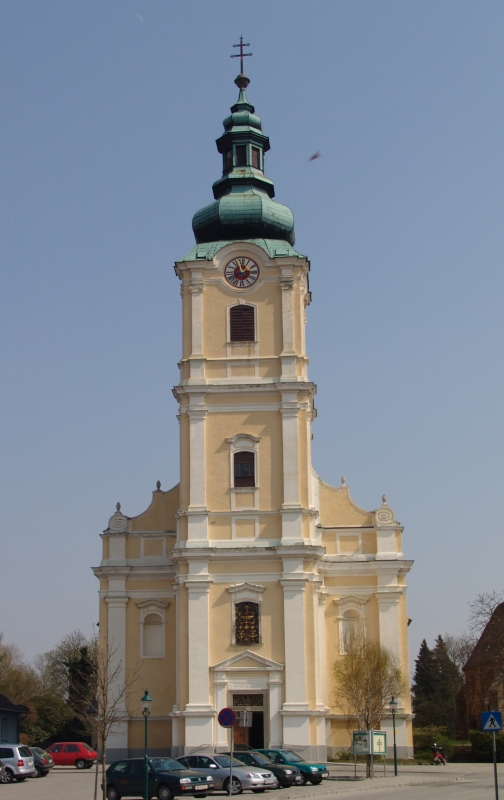
Nhà thờ

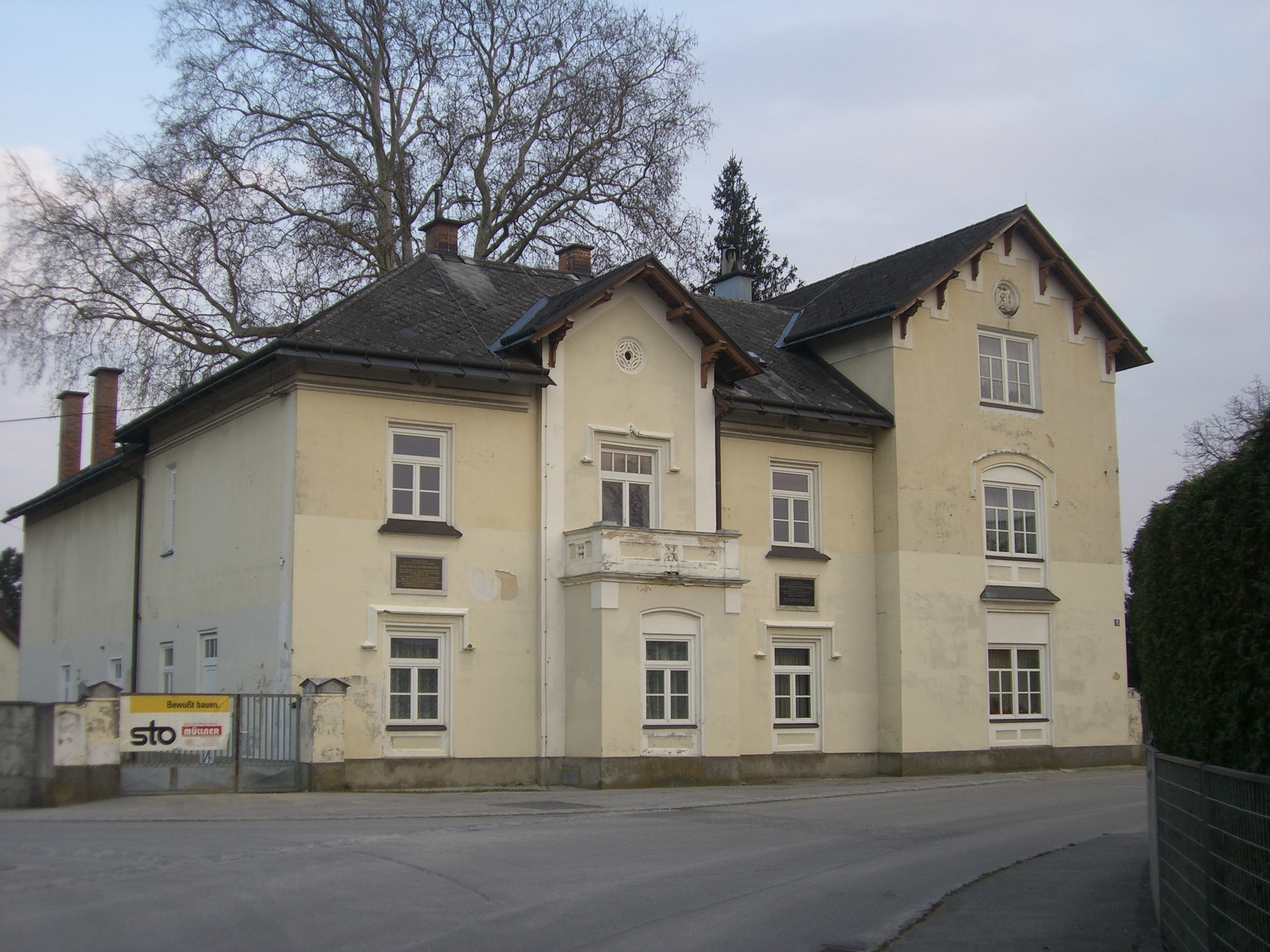
Nhà Ledóchowska